# NGC 5368
NGC 5368 é uma galáxia espiral barrada (SBab) localizada na direcção da constelação de Ursa Major. Possui uma declinação de +54° 19' 51" e uma ascensão recta de 13 horas, 54 minutos e 29,1 segundos.
A galáxia NGC 5368 foi descoberta em 14 de Abril de 1789 por William Herschel.